# Bomaanslag in Mogadishu op 14 oktober 2017
Een bomaanslag in de Somalische hoofdstad Mogadishu op 14 oktober 2017 kostte aan 587 mensen het leven. Het doelwit was waarschijnlijk een beveiligde wijk waar internationale organisaties en troepen ondergebracht waren. Waarschijnlijk zat de radicaal-islamitische organisatie Al-Shabaab achter de aanslag.

## Achtergrond
Somalië kent een lange geschiedenis van instabiliteit. Het land werd gezien als mislukte staat en miste een centraal gezag. Daar kwam een einde aan in 2006, toen een groep van zogeheten islamitische rechtbanken een einde aan die situatie maakte. Zij zorgden voor orde en voerden de sharia in. Zij jaagden echter de buurlanden tegen zich in het harnas door te pleiten voor een Groot-Somalië. In de nieuw te vormen staat zou het Somalisch grondgebied moeten worden uitgebreid met delen van Kenia, Djibouti en Ethiopië waar veel Somaliërs wonen. Dit ging Ethiopië te ver en in 2006 verdreef dit land met steun van de Verenigde Staten de islamitische milities uit Mogadishu.
In Somalië ontstond een tegenfront dat zich keerde tegen de buitenlandse inmenging in Somalië. De radicaalislamitische organisatie Al-Shabaab voerde dit front aan. Al-Shabaab veroverde wederom Mogadishu en de belangrijke havenstad Kismayo. Somalië werd tegelijkertijd een vrijhaven voor extremistische groeperingen. In 2011 vormde de Afrikaanse Unie een internationale troepenmacht (AMISOM) en nam de stad Kismayo in. In de periode daarna werd het grootste deel van het land ingenomen.

## Aanslag
De aanslag vond plaats op een zaterdagmiddag om 3 uur. Een grote vrachtwagen volgeladen met explosieven werd tot ontploffing gebracht vlak bij het Safari Hotel dat in het district Hodan ligt. Door de bom explodeerde ook een benzinewagen die in de buurt geparkeerd was. Daardoor nam de kracht van de ontploffing extra toe. Veel nabijgelegen gebouwen, waaronder de Qatarese, ambassade raakten zwaar beschadigd. De explosie vond plaats in de buurt van een zwaarbeveiligde wijk, waar de Verenigde Naties en AMISOM hun hoofdkwartier hadden, en waar de meeste ambassades gevestigd waren.
Een Toyota Noah volgeladen met explosieven werd tegengehouden, waarna deze tot ontploffing werd gebracht. Hierbij vielen geen slachtoffers. Mogelijk was het plan de auto in de buurt van een van de toegangspoorten tot de wijk tot ontploffing te brengen, waarna de vrachtwagen volgeladen met explosieven de wijk zou kunnen binnenrijden en daar zo veel mogelijk buitenlandse slachtoffers kon maken.
De meeste instanties gaan ervan uit dat Al-Shabaab achter de aanslag zit, hoewel deze organisatie de aanslag tot op heden officieel niet heeft opgeëist. Het was de meest dodelijke bomaanslag in de geschiedenis van Somalië.
De Somalische president Mohamed Abdullahi Mohamed kondigde na de aanslag drie dagen van nationale rouw af.